# Aberfoyle (New South Wales)
Aberfoyle ist ein ländlicher Ort in New South Wales, Australien.

## Geographie
Aberfoyle wird von der Armidale Region verwaltet. Mit 0,4 Einwohnern/km² ist der Ort sehr dünn besiedelt.

## Demographie
Mit Stand von 2021 hatte Aberfoyle 121 Einwohner, von denen 110 die australische Staatsangehörigkeit besitzen. 3 Personen im Ort sind Aborigines.
Insgesamt 4 Menschen aus Aberfoyle wurden in England geboren. 
Das Medianalter liegt bei 37 Jahren. Das mittlere Einkommen pro Person beträgt 1041 Australische Dollar, das mittlere Haushaltseinkommen liegt bei 2250 AUD, womit es zu den höheren Haushaltseinkommen im landesweiten Vergleich (1746 AUD) zählt.